# ناتاليا أرويو
ناتاليا أرويو (بالإسبانية: Natàlia Arroyo Clavell)‏ هي مدربة كرة قدم إسبانية، ولدت في 14 أبريل 1986 في إسبلوغيس دي يوبريغات في إسبانيا.

## وصلات خارجية
- الموقع الرسمي